# Albert Lebrun
Albert Lebrun, född 29 augusti 1871 i Mercy-le-Haut, Meurthe-et-Moselle, död 6 mars 1950 i Paris, var en fransk politiker.

## Biografi
Lebrun var ursprungligen gruvingenjör och lärare vid École des hautes études commerciales. Han tillhörde 1900-20 deputeradekammaren, var kolonialminister 1911-12 i Joseph Caillaux regering 1911-12, i Raymond Poincarés regering 1912-13, i Gaston Doumergues regering 1913-14 samt i Georges Clemenceaus regering 1917. 1918-19 var han minister för de befriade områdena i Clemenceaus regering, medlem av senaten 1920-32, dess vicepresident 1926-31 och senatens president 1931-32. När efter mordet på Paul Doumer en ny president skulle utses, avsåg man att försöka hitta en kandidat som kunde accepteras av både höger och vänstersidan. Valet föll på Lebrun, som erhöll 633 av 826 avgivna röster. Lebrun var annars en utpräglad högerman som politiskt stod Poincaré nära.
Han var Frankrikes president och furste av Andorra 1932-1940. Han ersattes av Philippe Pétain vid Frankrikes vapenstillestånd med Tyskland men officiellt avgick han aldrig.